# ロス・テケス
座標: 北緯10度20分 西経67度02分 / 北緯10.333度 西経67.033度
ロス・テケス (スペイン語: Los Teques, スペイン語発音: [los ˈtekes]) は、ベネズエラ、ミランダ州の州都。人口は140,617人 (2001年)。

## 歴史

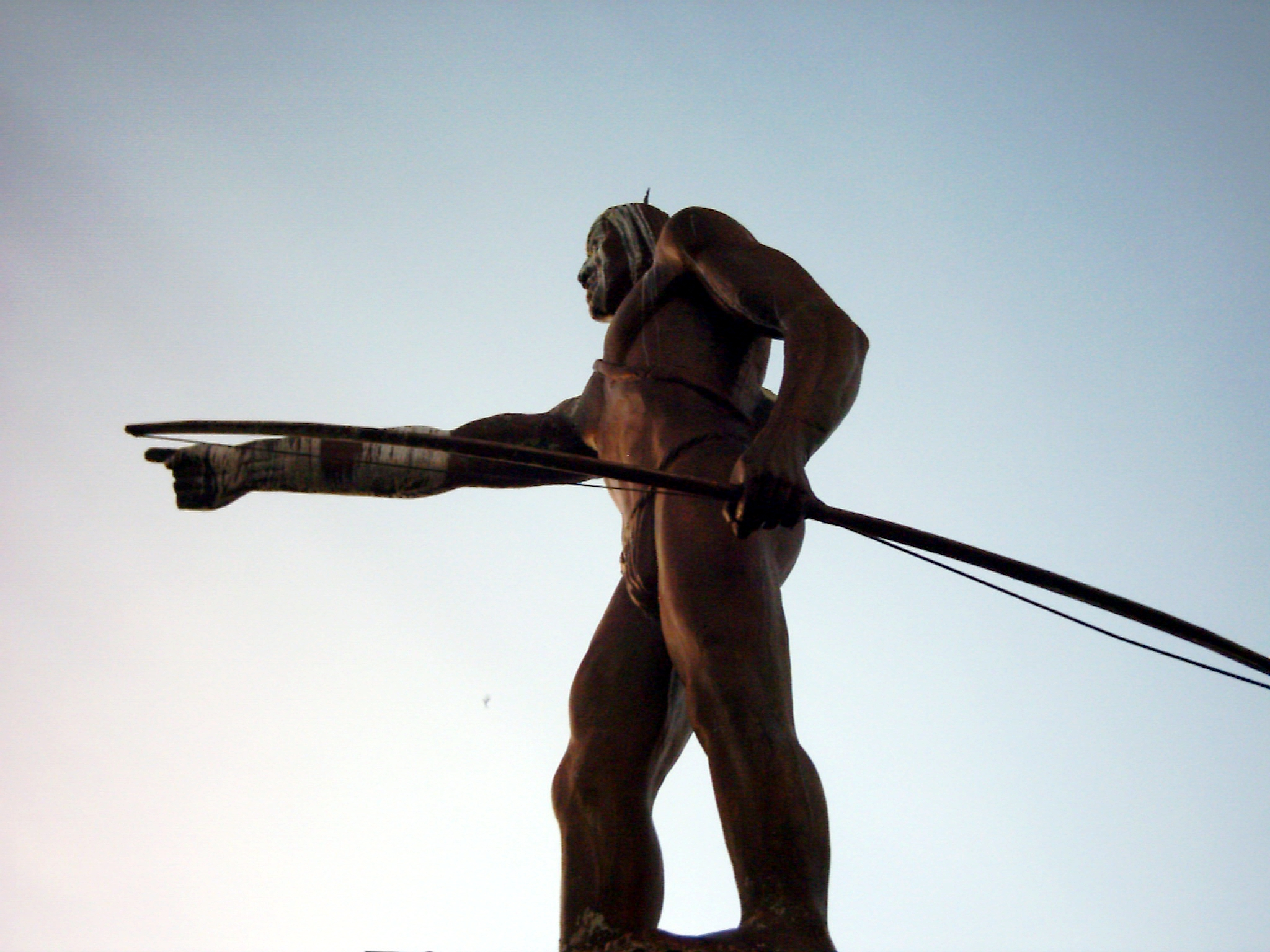
ロス・テケスのグアイカイプロ記念碑

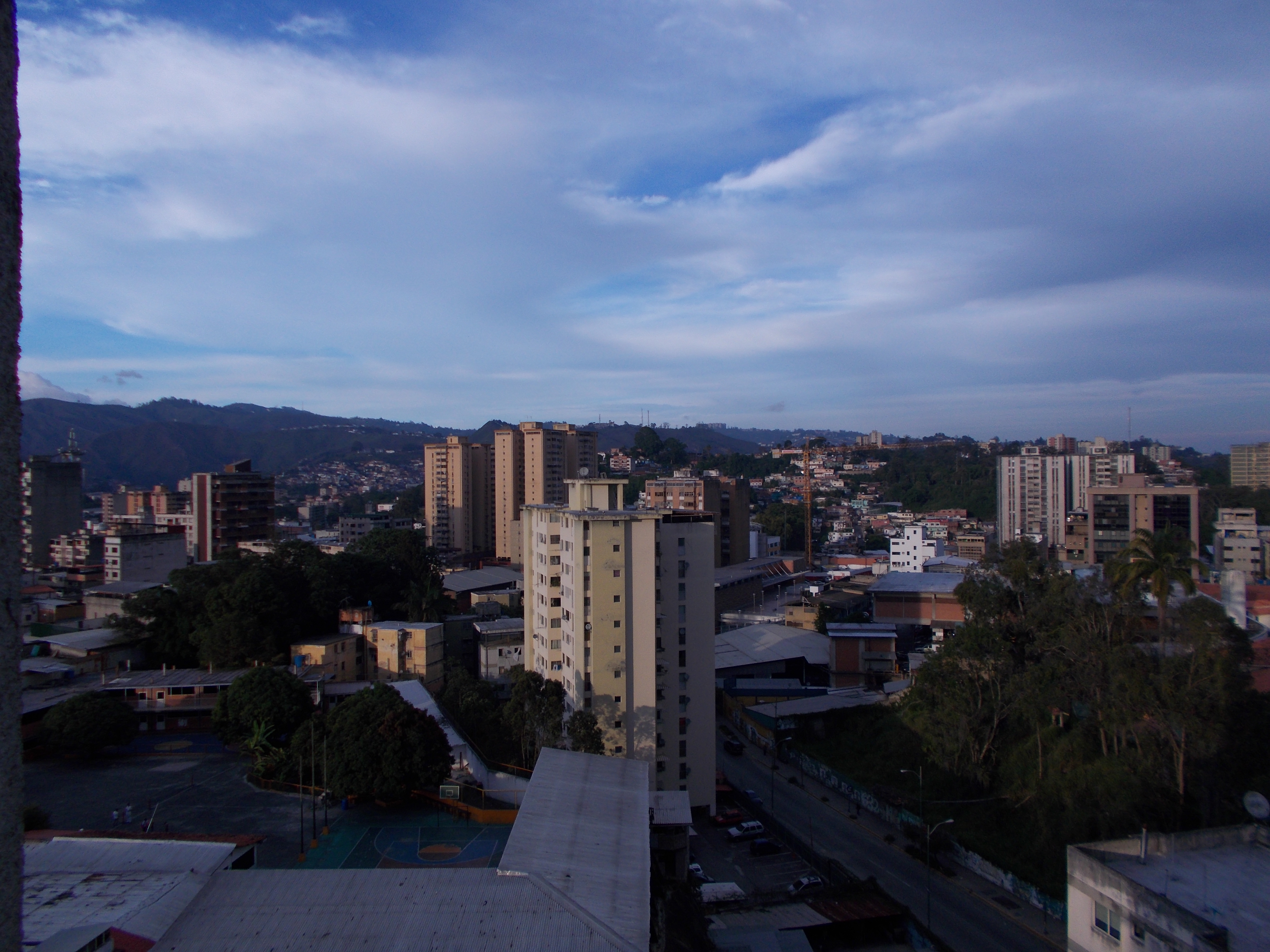
ロス・テケスのパノラマ

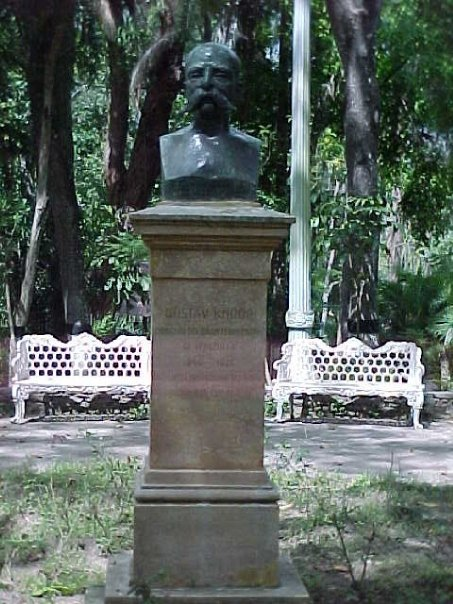
ロス・コキテス公園のグスタフ・ヌープ像

ロス・テケスは、1777年に設立され、この地域に居住していた先住民族のAractoeques Carabsに因んで命名された。1927年2月13日、ミランダ州の州都が、ペタレからこの都市へ移動した（ペタレの前に、ミランダ州都はオクマレ・デル・トゥイにあった）。

## 地理
気温は、摂氏18度から26度ほど。

## 交通
2006年11月3日、大統領のウゴ・チャベスは、ロステケス鉄道を開通させた。この鉄道は、カラカス地下鉄へと接続している。